# Euparatettix nigritibis
Euparatettix nigritibis är en insektsart som beskrevs av Zheng, Z. och G. Jiang 2000. Euparatettix nigritibis ingår i släktet Euparatettix och familjen torngräshoppor. Inga underarter finns listade i Catalogue of Life.